# Murray City (Ohio)
Pour les articles homonymes, voir Murray City.
Murray City est un village américain situé dans le comté de Hocking, dans l'Ohio. Selon le recensement de 2010, sa population est de 449 habitants.